# Nórbil Romero
Nórbil Romero Sotelo (Lima, 18 de marzo de 1984) es un exfutbolista peruano. Jugaba de volante por izquierda.

## Trayectoria
Jugó la Segunda División Peruana 2002 con Cristal "B". Al año siguiente debutó profesionalmente en la Primera División defendiendo la camiseta de Sporting Cristal. Luego, sus buenas actuaciones lo llevarían al Bolognesi de Tacna y al Melgar de Arequipa.

## Clubes
| Club                 | País | Año         |
| -------------------- | ---- | ----------- |
| Sporting Cristal "B" | Perú | 2002        |
| Sporting Cristal     | Perú | 2003 - 2004 |
| Coronel Bolognesi FC | Perú | 2005 - 2006 |
| FBC Melgar           | Perú | 2007 - 2010 |
| Cobresol FBC         | Perú | 2011 - 2012 |
| Atlético Torino      | Perú | 2014        |